# Кошкононг (Вісконсин)
Кошкононг (англ. Koshkonong) — місто (англ. town) в США, в окрузі Джефферсон штату Вісконсин. Населення — 3763 особи (2020).

## Демографія
Згідно з переписом 2010 року, у місті мешкали 3692 особи в 1415 домогосподарствах у складі 1076 родин. Було 1625 помешкань
Расовий склад населення:
| - 97,3 % — білих - 0,8 % — азіатів - 0,2 % — чорних або афроамериканців - 0,1 % — корінних американців |

До двох чи більше рас належало 0,7 %. Частка іспаномовних становила 2,5 % від усіх жителів.
За віковим діапазоном населення розподілялося таким чином: 22,3 % — особи молодші 18 років, 63,5 % — особи у віці 18—64 років, 14,2 % — особи у віці 65 років та старші. Медіана віку мешканця становила 44,6 року. На 100 осіб жіночої статі у місті припадало 106,0 чоловіків;  на 100 жінок у віці від 18 років та старших — 104,9 чоловіків також старших 18 років.
Середній дохід на одне домашнє господарство  становив 100 762 долари США (медіана — 78 587), а середній дохід на одну сім'ю — 119 129 доларів (медіана — 89 773). Медіана доходів становила 56 510 доларів для чоловіків та 46 174 долари для жінок. За межею бідності перебувало 4,9 % осіб, у тому числі 4,4 % дітей у віці до 18 років та 3,5 % осіб у віці 65 років та старших.
Цивільне працевлаштоване населення становило 2018 осіб. Основні галузі зайнятості: освіта, охорона здоров'я та соціальна допомога — 26,3 %, виробництво — 18,9 %, науковці, спеціалісти, менеджери — 9,6 %, роздрібна торгівля — 7,3 %.